# Miranpur
Miranpur là một thị xã và là một nagar panchayat của quận Muzaffarnagar thuộc bang Uttar Pradesh, Ấn Độ.

## Địa lý
Miranpur có vị trí 29°18′B 77°56′Đ / 29,3°B 77,93°Đ Nó có độ cao trung bình là 230 mét (754 feet).

## Nhân khẩu
Theo điều tra dân số năm 2001 của Ấn Độ, Miranpur có dân số 26.101 người. Phái nam chiếm 53% tổng số dân và phái nữ chiếm 47%. Miranpur có tỷ lệ 53% biết đọc biết viết, thấp hơn tỷ lệ trung bình toàn quốc là 59,5%: tỷ lệ cho phái nam là 61%, và tỷ lệ cho phái nữ là 45%. Tại Miranpur, 19% dân số nhỏ hơn 6 tuổi.